# Optimal-Skew-Theorie
Die Optimal-Skew-Theorie (mögliche Übersetzung: Theorie der „optimalen Schiefe“) behandelt den Reproduktionserfolg von Individuen bei in Gruppen zusammenlebenden (sozialen) Tierarten. Sie betrachtet die Faktoren, die die Bildung und Auflösung von Gruppen und die Gruppengröße im Zusammenhang mit der individuellen Fortpflanzungsrate bestimmen. Die Theorie geht auf die US-amerikanische Biologin Sandra L. Vehrencamp zurück, wichtige Beiträge stammen u. a. von Hudson R. Reeve, Laurent Keller, Peter Nonacs, Michael A. Cant.

## Problemstellung
Bei Arten, deren Individuen soziale Verbände bilden, ist der Fortpflanzungserfolg zwischen den Gruppenmitgliedern nicht gleich verteilt. Meist existiert eine Gruppenhierarchie, mit dominanten Individuen mit hoher Fortpflanzung neben untergeordneten mit geringerem. Die Existenz der Gruppe stellt dann, aus der Perspektive ihrer Mitglieder, ein Optimierungsproblem. Untergeordnete Individuen könnten die Gruppe auch verlassen, um andernorts möglicherweise mehr Nachkommen zu produzieren. Dominante könnten die untergeordneten aus der Gruppe vertreiben und so ihren eigenen, hohen Anteil auf das Ganze erhöhen. Unter welchen Bedingungen kann dann eine Gruppe überhaupt existieren? Bei verschiedenen Arten sind alle möglichen Verhältnisse, von Gruppen geringer Schiefe, bei denen fast alle Individuen reproduzieren, bis hin zu solchen hoher Schiefe, bei denen ein oder wenige dominante Individuen die Fortpflanzung monopolisieren und ihre Untergebenen leer ausgehen, verwirklicht. Was bestimmt, welches Modell sich durchsetzt?
Bei der Einführung der Theorie wurden als wichtiger Faktor zunächst der Fortpflanzungserfolg in der Gruppe relativ zu Einzelnen betrachtet. Sind Gruppen generell erfolgreicher, ist es auch für Dominante besser, einen Teil ihrer Fortpflanzungsmöglichkeiten zugunsten des Gruppenzusammenhalts zu opfern, um diese zusammenzuhalten. Sie können dabei einer „Bestechungs“-Strategie folgen, indem sie den Untergeordneten Vorteile einräumen, um sie zum Bleiben zu bewegen (sog. concession models), oder „despotisch“ auf Zwang setzen, um damit deren Kosten beim Verlassen der Gruppe in die Höhe zu treiben (sog. restraint models). Aber auch für sie selbst ist das Ausüben von Zwang nicht gratis und mit Kosten verbunden.
Eine Gruppe kann auch dadurch zusammengehalten werden, dass untergeordnete Individuen zunächst auf Fortpflanzungsmöglichkeiten verzichten, in der Hoffnung, irgendwann später als Dominante zum Zuge zu kommen. Unter diesen Bedingungen können sogar Gruppen bestehen bleiben, bei denen die Dominanten gar nicht teilen. Voraussetzung ist, dass die Kosten beim Verlassen der Gruppe hoch sind, zum Beispiel, weil man einen wertvollen Besitz, wie ein Territorium oder ein Nest, „erben“ kann. Die Beziehungen zu den verwandten Theorien des Konflikts zwischen Eltern und Nachkommen, die dadurch aufgezeigt werden, bestehen auch in der mathematischen Fassung der jeweiligen Modelle.
Wie immer bei der Modellierung sozialen Verhaltens, spielt auch der Einfluss der Verwandtschaft zwischen den Individuen eine Rolle. Verzichten Individuen zugunsten von Verwandten auf die Fortpflanzung, am besten gemäß Hamiltons Regel abgestuft nach dem Grad der Verwandtschaft, erhöht sich die „inklusive Fitness“ (vgl. unter Verwandtenselektion). Je nach verwendetem Modell sagt aber die Optimal-Skew Theorie auch Kooperation zwischen nicht Verwandten voraus. Eine weitere wichtige Rolle spielen ökologische Faktoren, besonders der Ressourcenlevel. Sind Ressourcen knapp und aufwändig in der Gewinnung, ist der Vorteil von Kooperation normalerweise höher.

## Modelle
Zur Modellierung der Beziehungen wurden in der Optimal-Skew Theorie eine Vielzahl konkurrierender mathematischer Modelle vorgeschlagen. Diese Modelle können in verschiedene Kategorien eingeordnet werden.
- Transaktionsmodelle sind ultimate Modelle, die sich mit den Gründen für die Entstehung des Verhaltens befassen. Sie sagen, je nach Verhältnis des Fortpflanzungserfolgs in der Gruppe zu demjenigen allein, einen bestimmten Wertebereich voraus, in dem es sowohl für dominante wie für subordinate Gruppenmitglieder der Fortpflanzungserfolg bei Koexistenz in der Gruppe höher ist. Entscheidend ist dabei nicht die absolute Höhe, sondern allein das Verhältnis.
- Kompromissmodelle sind mehr an den, proximaten, Methoden und Strategien interessiert, mit denen Gruppenmitglieder ihren jeweiligen Fortpflanzungserfolg zu maximieren streben. Sie suchen nach Evolutionär stabile Strategien der Allokation von Ressourcen auf Fortpflanzung und Aggressivität je nach Dominanzstatus. Nach diesen Modellen hängt zum Beispiel der Zusammenhalt einer Gruppe in vorhersagbarer Weise vom Ressourcenlevel im Lebensraum ab.
- Synthetische Modelle versuchen, beide Ansätze in einem Modell zu vereinigen.

## Kritik
Die Optimal-Skew Theorie geriet nach großer anfänglicher Aufmerksamkeit ab Ende der 1980er Jahre in eine Krise. Es konnte gezeigt werden, dass viele Vorhersagen der Theorie von der genauen Struktur der verwendeten mathematischen Modelle abhängig sind. Zum Beispiel gingen frühe Fassungen immer von einem linearen Zusammenhang zwischen Ressourcen-Allokation in intraspezifisches aggressives Verhalten und Fortpflanzungserfolg aus. Ist der Zusammenhang nicht linear, ergeben sich möglicherweise ganz andere Ergebnisse. Durch die Vielzahl der Modelle nahm darüber hinaus der Vorhersagewert ab. So konnten Ergebnisse, die als Widerlegung der Theorie publiziert worden waren, durch Änderung der Modellannahmen auf einmal zu deren Bestätigung umgedeutet werden. Die Befürworter der Theorie halten aber an ihrem Wert fest und versuchen, neue Modelle zu entwickeln, die die Kritik entkräften sollen.